# Jefferson Tabinas
Jefferson David Tabinas (jap. タビナス ジェファーソン, ur. 7 sierpnia 1998 w Shinjuku) – filipiński piłkarz ghańskiego pochodzenia grający na pozycji obrońcy w klubie Chonburi FC na wypożyczeniu z Buriram United FC.

## Kariera juniorska
Tabinas grał jako junior w Tokyo Waseda FC, Tokyo FC Toripletta i Toko Gakuen High School (do 2016).

## Kariera seniorska

### Japońskie kluby
1 lutego 2017 Tabinas został zawodnikiem Kawasaki Frontale. Nie rozegrał dla nich żadnego meczu. 1 lutego 2019 został wypożyczony do FC Gifu. W ich barwach wystąpił 9 razy, nie zdobył żadnej bramki. 1 lutego 2020 trafił na wypożyczenie do Gamby Osaka. W ich pierwszym zespole zagrał jeden mecz w J1 League Cup. W ich rezerwach wystąpił w 30 starciach, nie strzelił żadnego gola. 1 lutego 2021 przeszedł do Mito HollyHock. Rozegrał dla nich 76 meczów i strzelił 2 gole.

### Buriram United FC
Tabinas przeniósł się do Buriram United FC 7 stycznia 2024. Zadebiutował u nich 11 lutego 2024 w meczu z Lamphun Warriors FC (2:1). Pierwszą bramkę zdobył 27 kwietnia 2024 w wygranym 3:1 spotkaniu przeciwko Muangthong United.

### Chonburi FC
Tabinas został wypożyczony do Chonburi FC na sezon 2025/2026.

## Kariera reprezentacyjna

### Filipiny
Tabinas zadebiutował w reprezentacji Filipin 7 czerwca 2021 w meczu z Chinami (0:2). Pierwszą bramkę zdobył 4 września 2024 w przegranym 1:2 spotkaniu przeciwko Malezji.

### Bramki w reprezentacji
| Lp. | Data                 | Miejsce                                    | Przeciwnik  | Bramka | Rezultat | Ranga meczu                 |
| --- | -------------------- | ------------------------------------------ | ----------- | ------ | -------- | --------------------------- |
| 1.  | 4 września 2024      | Stadion Narodowy Bukit Jalil, Kuala Lumpur | Malezja     | 1:0    | 1:2      | Puchar Merdeki 2024         |
| 2.  | 14 października 2024 | Tinsulanon Stadium, Songkhla               | Tadżykistan | 2:0    | 3:0      | Puchar Króla Tajlandii 2024 |
| 3.  | 25 marca 2025        | Stadion New Clark City, Capas              | Malediwy    | 1:0    | 4:1      | el. do Pucharu Azji 2027    |